# 90124
90124 is een demoalbum uitgebracht door Trevor Rabin. Het werd in 2003 uitgebracht door Voiceprint Records als onderdeel van een heruitgave van al zijn eerder uitgebrachte albums: Trevor, Face to face en Wolf. Het album bevat grotendeels opnamen uit de periode in aanloop van het album 90125 van Yes. Middels de laatste track Cinema verwijst het album voorts naar de bandnaam voor de samenstelling van de band voorafgaand aan dat album, totdat zanger Jon Anderson zich bij hun voegde. Niet alleen de titel is een verwijzing naar 90125, maar ook de hoes. Alle nummers zijn naar de visie van Rabin. Het album verscheen in een periode dat de multi-instrumentalist voornamelijk bezig was met het schrijven van filmmuziek.
Rabin speelde dus het gehele album vol op de tracks Walls, een demo uit 1991 na. Hierop is ook Roger Hodgson te horen. Hij was destijds beoogd zanger bij Yes gedurende de aanloop naar album Talk, totdat Anderson wederom terugkwam. Als tegenprestatie zou Rabin spelen op The more I look van Hodgsons album Open the door.

## Muziek
| Nr. | Titel                                      | Duur |
| --- | ------------------------------------------ | ---- |
| 1.  | Hold on (Rabin, demo 1981)                 | 6:19 |
| 2.  | Changes (Rabin, demi 1981)                 | 3:11 |
| 3.  | Moving in (Rabin)                          | 5:32 |
| 4.  | Would you feel my love (Rabin)             | 5:01 |
| 5.  | Where will you be (Rabin, demo 1991)       | 5:06 |
| 6.  | Owner of a lonely heart (Rabin, demo 1981) | 7:02 |
| 7.  | Walls (Rabin, Hodgson, demo 1990)          | 4:20 |
| 8.  | Promenade (Modest Moessorgski, Rabin)      | 1:44 |
| 9.  | Love will find a way (Rabin)               | 3:30 |
| 10. | Miracle of life (Mark Mancina)             | 6:57 |
| 11. | Cinema (don’t give in) (Rabin)             | 4:32 |

Promenade is een bewerking van Rabin van de prelude en intermezzi uit de Schilderijen van een tentoonstelling van Modest Moessorgski. 